# فيكتور كورتني
فيكتور كورتني (بالإنجليزية: Victor Courtney)‏ هو صحفي وكاتب أسترالي، ولد في 27 مايو 1894 في Raymond Terrace ‏ في أستراليا، وتوفي في 1 ديسمبر 1970 في Mount Lawley, Western Australia ‏ في أستراليا.